# Jeziorna (województwo lubuskie)
Jeziorna – wieś w Polsce położona w województwie lubuskim, w powiecie nowosolskim, w gminie Nowa Sól nad jeziorem Jeziorno.
| SIMC    | Nazwa   | Rodzaj     |
| ------- | ------- | ---------- |
| 0912149 | Józefów | przysiółek |

W latach 1975–1998 miejscowość administracyjnie należała do województwa zielonogórskiego.